# Miss You (The Rolling Stones)
Miss You is een nummer van de Britse groep The Rolling Stones. Het is de eerste single van hun veertiende studioalbum Some Girls uit 1978. Op 26 mei dat jaar werd het nummer eerst in thuisland het Verenigd Koninkrijk, Ierland en Nieuw-Zeeland op single uitgebracht. In juni volgden het Europese vasteland, Australië, de VS, Canada en Japan.

## Achtergrond
Het nummer is ontstaan wanneer Mick Jagger in maart 1977 met toetsenist Billy Preston aan het jammen is voor een aantal live-optredens. Volgens gitarist Keith Richards is de plaat bedoeld als een echte discoplaat. "Miss You" wordt in het voorjaar van 1978 uitgebracht in zowel een korte singleversie van 3,5 minuut als een 12 inch maxiversie van bijna 9 minuten. Volgens het fameuze Rolling Stone Magazine verdient "Miss You" een notering in de lijst van de 500 beste platen die ooit gemaakt zijn, maar bij veel fans viel de plaat minder in de smaak. Ze waren bang dat de Stones nu alleen maar discoplaten gingen maken.
De plaat werd in veel landen een hit. In thuisland het Verenigd Koninkrijk behaalde de plaat de 3e positie in de UK Singles Chart. In Ierland werd eveneens de 3e positie bereikt, in Australië en Nieuw-Zeeland de 8e, de VS en Canada de nummer 1-positie, Zweden de 6e, Oostenrijk de 13e en Duitsland de 12e positie. 
In Nederland was de plaat op vrijdagavond 2 juni 1978 Veronica Alarmschijf in haar toentertijd één uur zendtijd (19.00 - 20.00 uur) op Hilversum 3 en werd een gigantische hit in de destijds drie landelijke hitlijsten op de nationale publieke popzender. De plaat bereikte de 2e positie in zowel de Nederlandse Top 40 als de op 1 juni 1978 gestarte TROS Top 50. In de Nationale Hitparade werd de 3e positie bereikt. In de Europese hitlijst op Hilversum 3, de TROS Europarade, werd de 2e positie bereikt.
In België bereikte de plaat de 3e positie in zowel de voorloper van de Vlaamse Ultratop 50 als de Vlaamse Radio 2 Top 30. In Wallonië werd géén notering behaald.
In de sinds december 1999 jaarlijks uitgezonden NPO Radio 2 Top 2000 van de Nederlandse publieke radiozender NPO Radio 2 staat de plaat vanaf 2000 onafgebroken genoteerd, met als hoogste notering tot nu toe een 597e positie in 2000.

## NPO Radio 2 Top 2000
| Nummer met noteringen in de NPO Radio 2 Top 2000 | '00 | '01  | '02 | '03 | '04 | '05 | '06 | '07  | '08 | '09  | '10  | '11  | '12  | '13 | '14 | '15  | '16  | '17  | '18  | '19 | '20 | '21 | '22 | '23  | '24  |
| ------------------------------------------------ | --- | ---- | --- | --- | --- | --- | --- | ---- | --- | ---- | ---- | ---- | ---- | --- | --- | ---- | ---- | ---- | ---- | --- | --- | --- | --- | ---- | ---- |
| Miss You                                         | 597 | 1048 | 639 | 926 | 820 | 861 | 968 | 1358 | 956 | 1259 | 1077 | 1107 | 1006 | 748 | 859 | 1127 | 1211 | 1041 | 1003 | 998 | 964 | 977 | 958 | 1020 | 1058 |

1. ↑  Een vetgedrukt getal geeft de hoogste notering aan.
2. ↑  2000 was het eerste jaar met een notering voor dit nummer.